# Mártires de Córdova
Os mártires de Córdova foram quarenta e oito mártires cristãos que viviam no emirado muçulmano de Al-Andalus no século IX. As suas hagiografias, registadas por Eulógio de Córdova, entre 851 e 859, após a invasão muçulmana da Península Ibérica, descrevem com detalhe como as execuções foram provocadas, na sua grande maioria, pelos mártires que de forma deliberada buscavam o seu sacríficio e consequentemente martírio, através de actos que violavam a Xaria do emirado de Córdova e eram condenados com penas capitais. Considerados fanáticos religiosos por Recafredo, bispo de Córdova, muitos foram encorajados pelo monge Eulógio a provocar as autoridades islâmicas e se entregarem às cortes para morrer como forma de provar e reforçar a sua fé cristã.
Com poucas exceções, a maioria dos mártires eram cristãos, existindo no entanto alguns casos onde muçulmanos convertidos denunciaram Maomé, renunciarando à sua fé (um ato considerado blasfémia), ou outros, nascidos de casamentos entre muçulmanos e cristãos, que publicamente declaravam a sua fé no cristianismo, sendo acusados de apostasia.

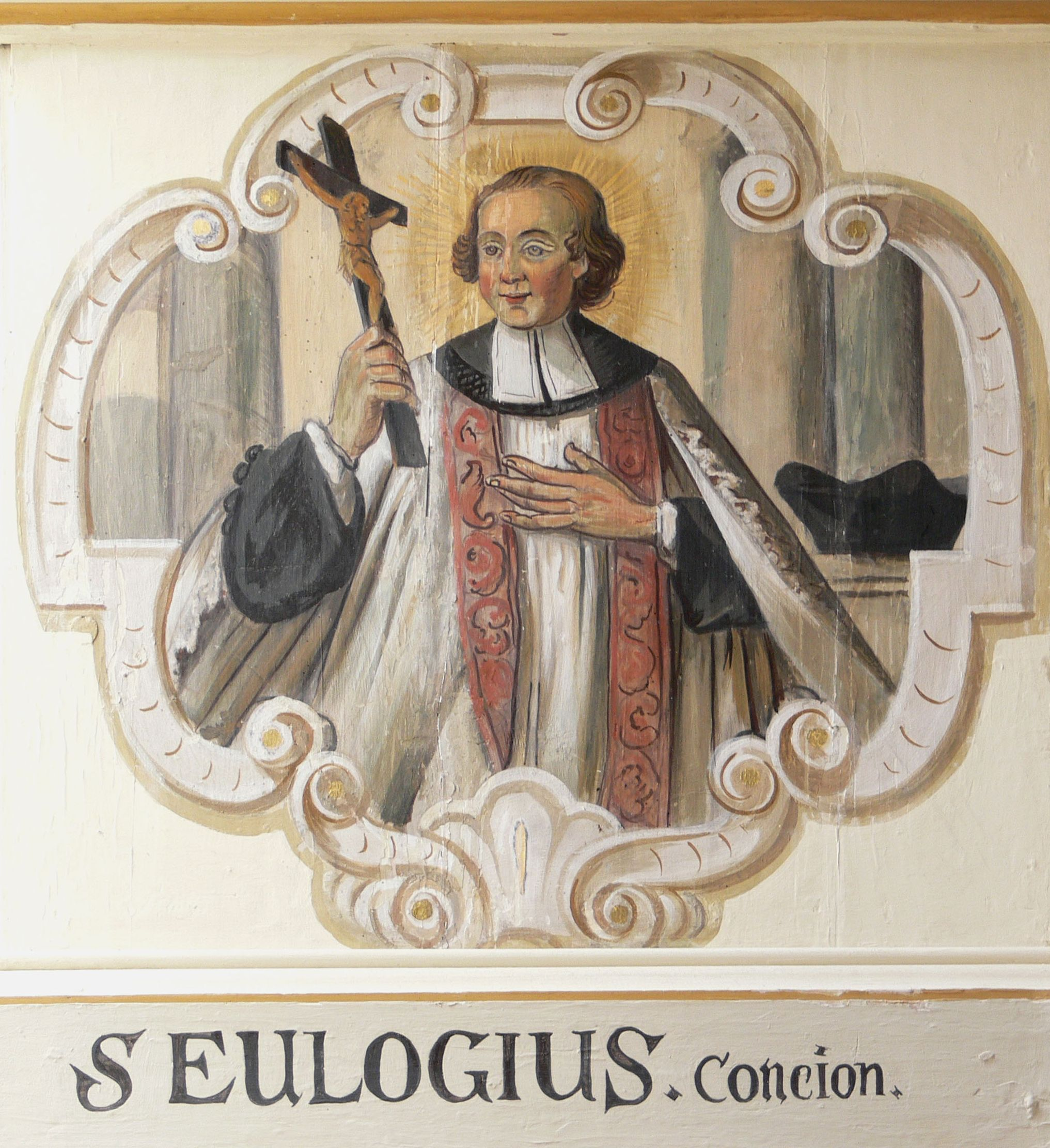
Afresco de Santo Eulógio de Córdova.

## Contexto histórico
Em 711, um exército muçulmano vindo do norte da África conquistou o Ibéria visigótica cristã. Sob o seu líder, Tárique (Tárique ibne Ziade), desembarcaram em Gibraltar e colocaram a maior parte da Península Ibérica sob o jugo do islamismo numa campanha que durou oito anos, sendo a região rebatizada de Al-Andalus pelos novos líderes. Quando em 750, os califas omíadas, foram depostos pelos abássidas em Damasco, os sobreviventes da dinastia se mudaram para Córdova e ali fundaram o Emirado de Córdova, tornando a cidade um centro da cultura islâmica ibérica.
Uma vez conquistada a Ibéria, a Xaria (lei islâmica) foi imposta em todo o território. Os cristãos e os judeus eram chamados de dhimmis ("povos do livro") e estavam sujeitos à jizia, um imposto pago por pessoa, que os permitia viver sob o regime islâmico. Sob a Xaria, a blasfêmia contra o Islão, seja por muçulmanos ou dhimmis, e a apostasia eram motivos suficientes para a pena de morte.
Apesar de quatro basílicas cristãs e diversos mosteiros - mencionados no martirológio de Eulógio - terem permanecido abertos, os moçárabes (cristãos em território muçulmano) foram gradualmente se convertendo à nova fé, num processo estimulado pela taxação e pela discriminação legal imposta aos cristãos (como as leis regulando os filhos de casamentos entre cristãos e muçulmanos). De forma incomum, Recafredo, bispo de Córdova, ensinava as virtudes da tolerância e da acomodação com as autoridades muçulmanas, condenando os atos de provocação e insureição por parte de cristãos fanáticos para espanto de Eulógio, cujos textos são a única fonte para os martírios e que passou a ser venerado como santo ainda no século IX.
Com o encerramento dos mosteiros em 852, o monge Eulógio encorajou os mártires, como nos tempos das perseguições aos cristãos sob o Império Romano. Compôs tratados e um martirológio para justificar a auto-imolação dos crentes, dos quais um único manuscrito contendo sua Documentum martyriale, os três livros de sua Memoriale sanctorum e sua Liber apologeticus martyrum, foi preservado em Oviedo, no reino das Astúrias, no extremo noroeste da Península Ibérica.
Santo Eulógio foi enterrado na Catedral de São Salvador, em Oviedo, Astúrias, para onde as suas relíquias foram transladadas em 884. Álvaro de Córdoba, também conhecido como Paulo Álvaro (Paulus Alvarus), académico, poeta e teólogo moçárabe, posteriormente escreveu a obra "Vita Eulogii" ("A Vida de Eulógio"), uma hagiografia sobre o seu amigo e teólogo Santo Eulógio.

## As execuções
Os quarenta e oito cristãos (a maioria monges e freiras) foram martirizados em Córdova por ofensas religiosas contra o Islão, sendo as suas sentenças capitais a morte por decapitação, açoitoamento ou tortura.
A Acta detalhada destes martírios foram atribuídas ao habilmente chamado "Eulógio" ("benção"), que foi um dos últimos a morrer. Embora a maior parte dos mártires de Córdova terem sido hispânicos, beto-romano ou visigodos, um nome proveio da Septimânia, outro era árabe ou berbere e um último tem nacionalidade indefinida. Há também ligações com o oriente ortodoxo: um dos mártires era sírio, outro um monge árabe ou grego da Palestina e dois outros tinham nomes claramente gregos. Este elemento grego pode ser reminiscente do breve interlúdio de poder dos bizantinos na meridional Bética, que durou até eles terem sido finalmente expulsos em 554: representantes do Império Bizantino foram convidados para ajudar a resolver uma disputa dinástica no Reino Visigótico e lá ficaram como uma esperada cabeça-de-ponte para uma "reconquista" bizantina imaginada pelo imperador Justiniano I.

## Lista de mártires

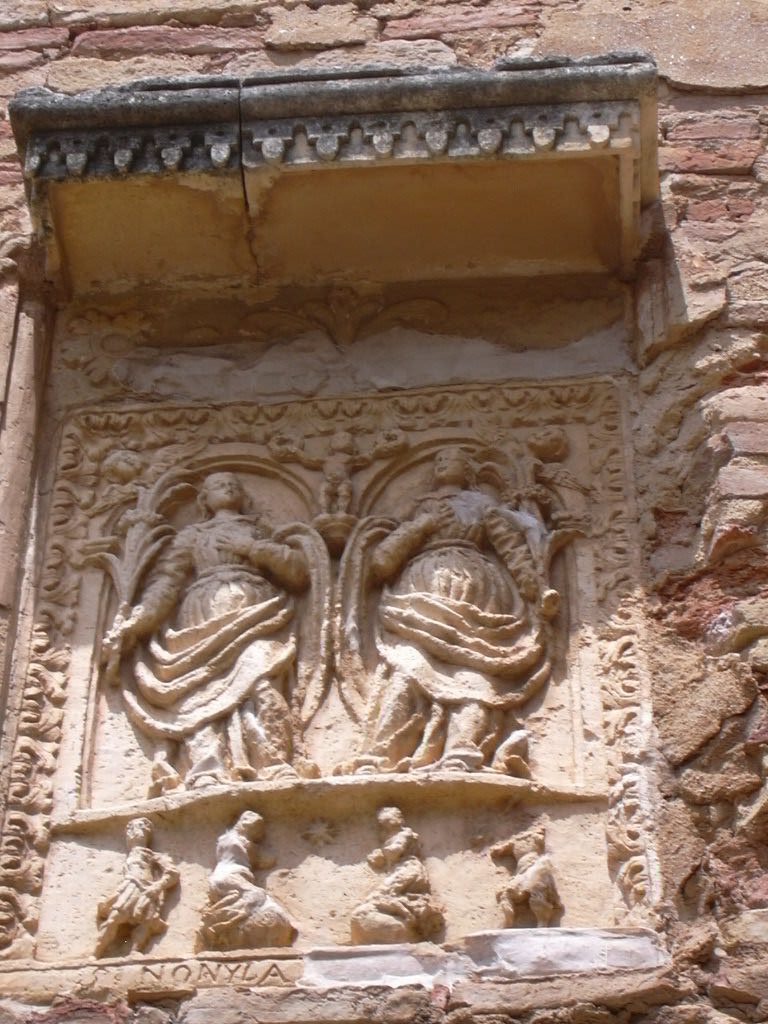
Relevo na Colegiata de Alquézar mostrando as santas Nunilo e Alódia.

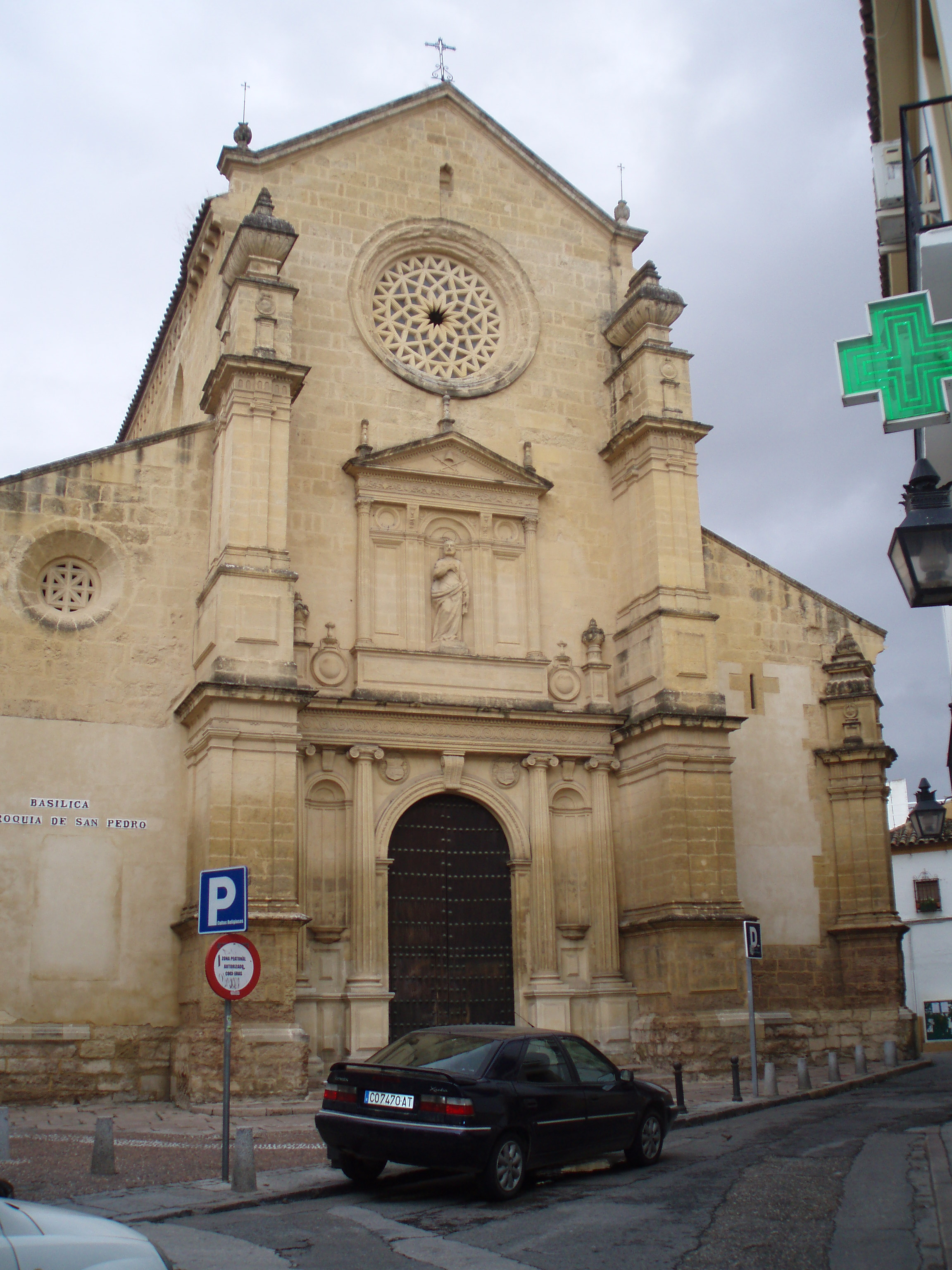
Fachada da Igreja de São Pedro, em Córdova, onde estão as relíquias dos Mártires de Córdova.

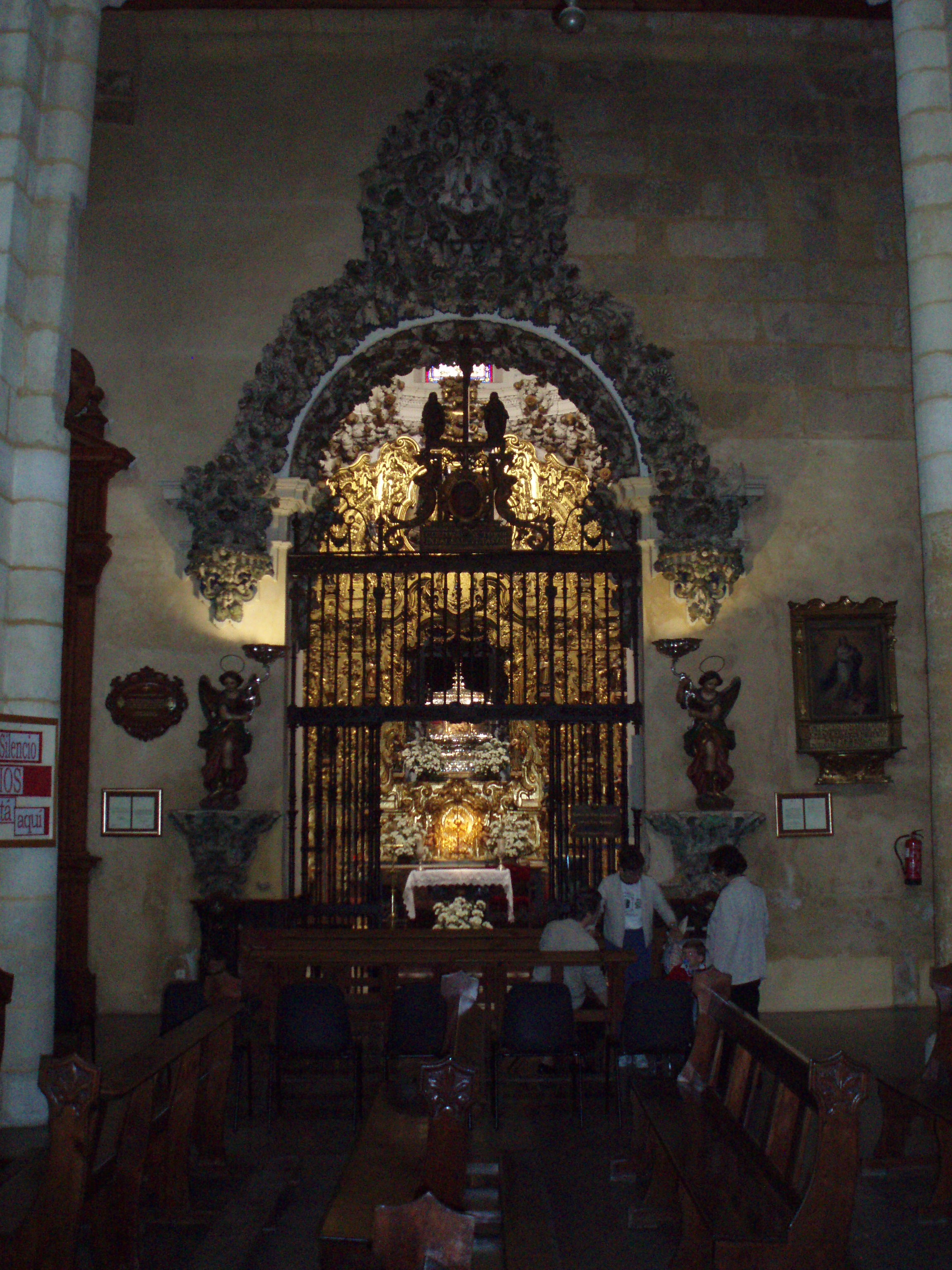
Portão da Capela dos Mártires de Córdova na Igreja de São Pedro.

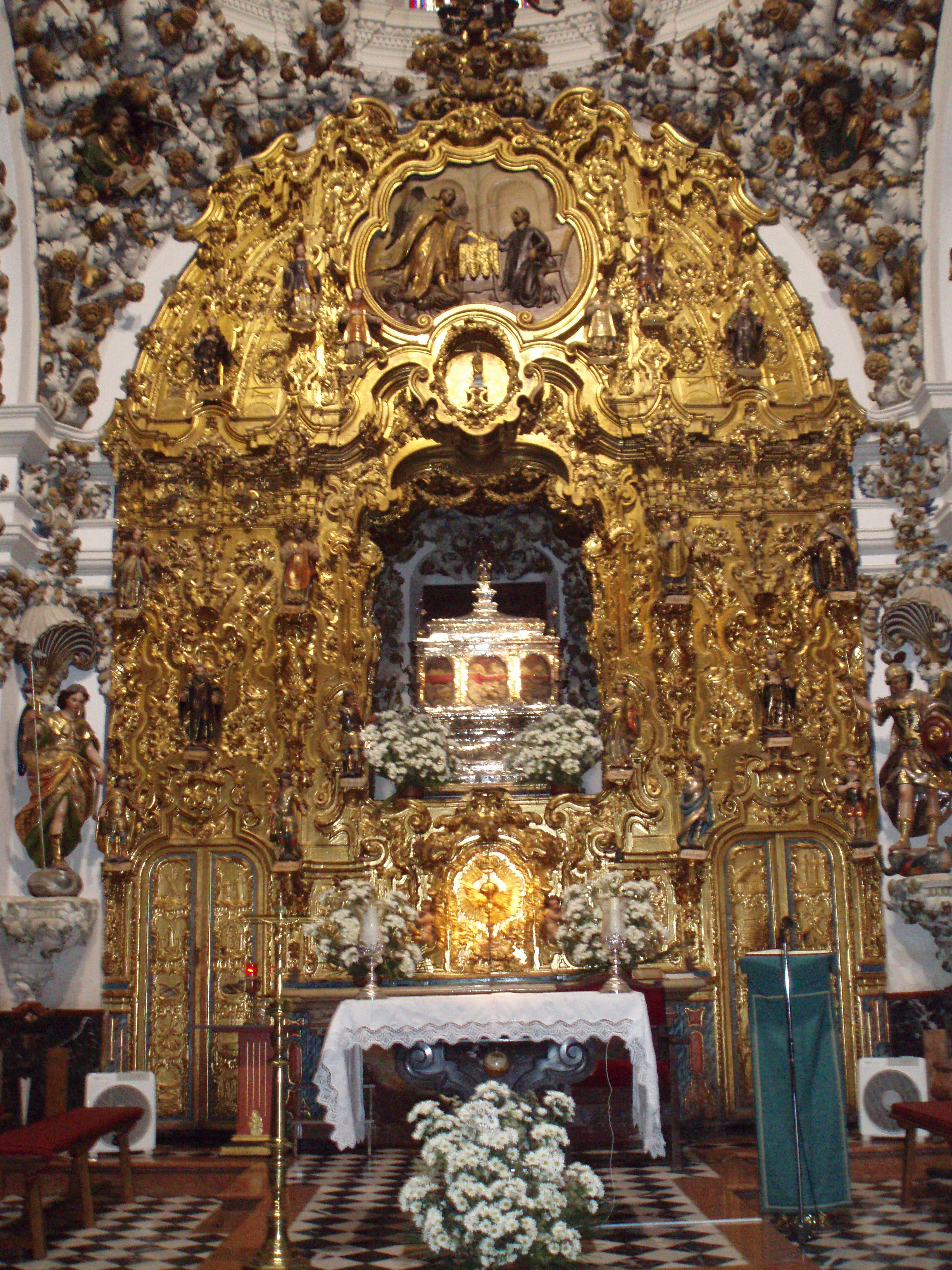
Retábulo da Capela dos Mártires de Córdova na Igreja de São Pedro.

| Nome                                                                                                  | Data                   | Festa          | Observação |
| --- | ---------------------- | -------------- | --- |
| Abúndio (Abundios)                                                                                    | 11 de julho de 854     | 11 de julho    | Um sacerdote paroquial em Ananelos, uma vila próxima a Córdova. Foi preso por ter ofendido Maomé. Ao contrário da maioria dos demais mártires, Abúndio foi traído por outros e não se ofereceu para enfrentar a corte do emir de Córdova. Foi decapitado e seu corpo foi atirado aos cães. |
| Adolfo e João                                                                                         | 27 de setembro de 822  | 27 de setembro | Dois irmãos nascidos em Sevilha, em Al-Andalus, de pai muçulmano e mãe cristã. Foram executados em Córdova por ordem de Abderramão II. Adolfo é o santo padroeiro da fictícia Catedral de Kingsbridge nas novelas históricas épicas Os Pilares da Terra e Mundo Sem Fim (novela), de Ken Follett. |
| Amador, Pedro e Luís                                                                                  | 30 de março de 855     |                | Amador nasceu em Martos, perto de Córdova, onde era sacerdote. Juntamente com um monge chamado Pedro e um leigo chamado Luís (Ludovicus), irmão de um mártir anterior (Paulo), foram executados. |
| Anastácio, Félix e Digna                                                                              | 14 de julho de 853     |                | Anastácio era o diácono da Igreja de Santo Acisclo em Córdova que se tornou monge em Tábanos, nas redondezas. Félix nasceu em Alcalá em uma família berbere, se tornou monge em Astúrias e também se juntou ao mosteiro em Tábanos, já com a esperança de alcançar o martírio. Digna era uma freira de Córdova. |
| Argimiro (Argimirus, Argimir)                                                                         | 28 de junho de 856     |                | Argimiro, um nobre vindo de Cabra, era o censor do emir Maomé I. Foi demitido devido à sua fé e se tornou monge. Foi acusado por outros de ter insultado o Profeta Maomé e de proclamar publicamente a divindade de Jesus. Ao ser oferecido o perdão se renunciasse ao cristianismo, Argimiro recusou e foi executado. |
| Áurea (ou Aura)                                                                                       | 19 de julho de 856     |                | Nascida em Córdova e filha de pais muçulmanos, se converteu secretamente ao cristianismo quando enviuvou, entrando para um convento em Cuteclara, onde permaneceu por mais de vinte anos. Foi descoberta por parentes muçulmanos e levada a um juiz, renunciando à sua fé sob tortura. Porém, quando se arrependeu, continuou a praticar o cristianismo em segredo. Quando a família finalmente descobriu, ela foi novamente julgada, se recusou a abjurar a sua fé uma segunda vez e foi executada. |
| Benilde                                                                                               | 15 de junho de 853     |                | A execução de Anastácio inspirou esta mulher de Córdova a escolher o martírio para si no dia seguinte. Suas cinzas foram atiradas no Guadalquivir. |
| Columba                                                                                               | 17 de setembro de 853  |                | Nascida em Córdova e freira em Tábanos, foi-lhe enviada para uma casa em Córdova quando os mosteiros foram fechados em 852. Contra a vontade das suas irmãs religiosas, entregou-se às cortes em busca do martírio. Foi decapitada. |
| Elias, Paulo e Isidoro                                                                                | 17 de abril de 856     | 30 de abril    | Elias, lusitano, foi sacerdote em Córdova e executado já idoso juntamente com os jovens monges Paulo e Isidoro, dois de seus pupilos. |
| Emilas e Jeremias                                                                                     | 15 de setembro de 852  |                | Dois jovens, o primeiro, um diácono. Foram aprisionados e decapitados em Córdova sob o emirado de Abderramão II. |
| Eulógio de Córdova                                                                                    | 11 de março de 859     | 11 de março    | Um proeminente sacerdote, encorajou alguns dos martírios voluntários e escreveu o "Memorial dos Santos" em honra a eles. O próprio Eulógio terminou executado por esconder e proteger uma jovem, Santa Leocrícia, que havia se convertido ao cristianismo. |
| Fandilas                                                                                              | 13 de junho de 853     |                | Um sacerdote e abade de Peñamelaria, perto de Córdova. Foi decapitado na capital do emirado por ordem de Maomé I. |
| Flora e Maria                                                                                         | 24 de novembro de 851  |                | As duas mulheres eram ambas fruto de casamentos entre cristãos e muçulmanos. Além disso, Maria era irmã de Valabonso, que havia sido executado antes. O pai de Flora, que havia morrido quando ela era muito jovem, era muçulmano e, por isso, a sua fé no cristianismo era considerada uma apostasia. Ambas foram denunciadas juntas numa corte islâmica, mas Maria foi executada por blasfêmia e Flora, por apostasia. |
| Jorge, Aurélio & Natália, Félix & Liliosa                                                             | 27 de julho de 852     |                | Mártires em Córdova sob o emirado de Abderramão II. Aurélio e Félix, com suas esposas, Natália e Liliana (também referidas como Sabagota e Liliosa respectivamente), eram ibéricos cuja ascendência, ainda que religiosamente mesclada, legalmente requeria que eles professassem o islamismo. Após terem recebido quatro dias para se retratarem, foram condenados como apóstatas por revelarem que eram cristãos em segredo. O diácono Jorge era um monge da Palestina que foi preso juntamente com os dois casais. Mesmo tendo recebido o perdão por ser estrangeiro, escolheu renunciar o Islão para poder morrer com eles. |
| Gumesindo e Servusdei                                                                                 | 13 de janeiro de 852   |                | Gumesindo, um sacerdote paroquial, e Servusdei, um monge, foram executados por ordem de Abderramão II. |
| Isaque                                                                                                | 3 de junho de 851      |                | Nascido numa rica família de Córdova, Isaque era bem educado e fluente em árabe, o que o ajudou a galgar rapidamente até uma posição de excetor da república (exceptor rei publicae) no governo mouro. Ele renunciou para se tornar um monge no mosteiro de sua família em Tábanos, nas redondezas de Córdova. Durante um debate público na capital do emirado, ele denunciou Maomé e foi executado. |
| Laura                                                                                                 | 19 de outubro de 864   |                | Nascida em Córdova, se tornou freira em Cuteclara quando enviuvou. Condenada como apóstata, ela foi atirada num caldeirão de chumbo fervente. |
| Leocrícia                                                                                             | 15 de março de 859     |                | Um jovem cordobense, seus pais eram muçulmanos, mas ela foi convertida ao cristianismo por um parente. Aconselhada por Eulógio e ajudada por ele, Leocrícia fugiu de casa e se escondeu. Quando foi encontrada, foi presa. Após anos sendo preso e solto por encorajar o martírio voluntário, Eulógio foi executado por proselitismo e Leocrícia, por apostasia. |
| Leovigildo e Cristóvão                                                                                | 20 de agosto de 852    |                | Leovigildo era um monge e pastor em Córdova e Cristóvão, um monge no Mosteiro de São Martinho de La Rojana, perto dali. Eles foram executados por ordem de Abderramão II. |
| Nunilo e Alódia                                                                                       | 22 de outubro de 851   | 22 de outubro  | Nunilo e Alódia eram duas irmãs nascidas em Adahuesca, em Huesca, filhas de pai muçulmano e mãe cristã. Contra as leis da época, foram criadas como cristãs. Após a morte do pai, a mãe se casou novamente com outro muçulmano, que as perseguiu brutalmente e as mandou prender. Elas foram finalmente decapitadas em Huesca no reinado de Abderramão II. |
| Paulo de São Zoilo                                                                                    | 20 de julho de 851     |                | Um diácono em Córdova que pertencia ao Mosteiro de São Zoilo, era muito zeloso no seu ministério aos cristãos aprisionados pelos muçulmanos. Foi decapitado. Suas relíquias foram transportadas até a Igreja de São Zoilo. |
| Pedro, Valabonso (Walabonsus), Sabiniano, Vistremundo (Wistremundus), Habêncio (Habentius) e Jeremias | 7 de junho de 851      |                | Pedro era sacerdote; Valabonso, um diácono; Sabiniano e Vistremundo, monges no Mosteiro de São Zoilo em Córdova; Habêncio, um monge no Mosteiro de São Cristóvão; Jeremias, um homem muito idoso, fora o fundador do Mosteiro de Tábanos, perto de Córdova. Por denunciarem publicamente Maomé, eles foram executados por Abderramão II. Jeremias foi chicoteado até a morte e os demais, decapitados. |
| Perfeito                                                                                              | 18 de abril de 850     |                | Um sacerdote em Córdova, foi decapitado por denunciar o Islã e Maomé. |
| Pomposa                                                                                               | 19 de setembro de 853  |                | Uma freira em Peñamelaria, perto de Córdova, foi decapitada a mando do emir. |
| Pomposa                                                                                               | 19 de setembro de 853  |                | Outra freira do Mosteiro de São Salvador em Peñamelaria. Ela escapou a prisão das colegas (para evitar mais martírios voluntários), ela se apresentou perante a corte e foi executada, a despeito dos protestos das demais. |
| Roderico e Salomão                                                                                    | 13 de março de 857     |                | Roderico era um sacerdote em Cabra que foi traído por seu irmão muçulmano, que o acusou falsamente de se converter ao Islã e depois retornar ao cristianismo (ou seja, de apostasia). Na prisão, ele encontrou seu companheiro de martírio e ambos foram executados em Córdova. |
| Rogelo e Servusdei                                                                                    | 16 de setembro de 852. |                | Um monge e seu jovem discípulo, ambos foram executados em Córdova por denunciarem publicamente o Islã numa mesquita. Eles foram os primeiros cristãos executados sob Maomé I. |
| Sancho (Sanctius, Sancius)                                                                            | 5 de junho de 851      |                | Nascido em Albi, na Septimânia (atualmente na França), ele foi levado até Córdova como prisioneiro de guerra, educado na corte real e se alistou nas guardas do emir. Ele foi executado por empalação por se recusar a se converter ao Islã. Ele é o modelo do santo soldado. |
| Sandila (Sandalus, Sandolus, Sandulf)                                                                 | 3 de setembro de 855   |                | Executado em Córdova por ordem do emir. |
| Sisenando                                                                                             | 16 de julho de 851     |                | Nascido em Beja, na província do Alentejo, Portugal, foi diácono da Igreja de Santo Acisclo em Córdova, onde completou os seus estudos. Ele foi decapitado sob Abderramão II. |
| Teodemiro                                                                                             | 25 de julho de 851     |                | Um monge executado em Córdova sob Abderramão II. |
| Vitesindo (Witesind, Witesindus)                                                                      | 855                    |                | Um leigo cristão de Cabra que se converteu ao Islã e se arrependeu. Foi executado por apostasia. |

## Lista de Referências
1. ↑  «Hoje a Igreja celebra os santos mártires de Córdoba». ACI Digital. 14 de junho de 2024. Consultado em 27 de fevereiro de 2024
2. ↑  Stamp, John Sundins (1849). Martyrologia; or, Records of religious persecution, a new and comprehensive book of martyrs compiled partly from the Acts and monuments of J. Foxe and partly from other genuine and authentic documents by J.S. Stamp [and W.H. Rule]. (em inglês). [S.l.: s.n.]
3. ↑  Butler, Alban (1798). The Lives of the Primitive Fathers, Martyrs, and Other Principal Saints: Compiled from Original Monuments and Other Authentic Records (em inglês). [S.l.]: J. Moir
4. ↑  Butler, Alban (1813). The Lives of the Fathers, Martyrs, and Other Principal Saints: Compiled from Original Monuments and Other Authentic Records, Illustrated with the Remarks of Judicious Modern Critics and Historians (em inglês). [S.l.]: J. Murphy
5. ↑  Coope, 1995
6. ↑  Lane-Poole, Stanley; Gilman, Arthur (1887). The Moors in Spain (em inglês). [S.l.]: T. Fisher Unwin
7. ↑  Haines, Charles Reginald (1889). Christianity and Islam in Spain, A.D. 756-1031 (em inglês). [S.l.]: Kegan Paul, Trench & Company
8. ↑  Tieszen, Charles L. (30 de maio de 2013). Christian Identity amid Islam in Medieval Spain (em inglês). [S.l.]: BRILL
9. ↑  Thomas, David Richard; Roggema, Barbara; Sala, Juan Pedro Monferrer (2009). Christian-Muslim Relations: A Bibliographical History (600-900) (em inglês). [S.l.]: BRILL
10. ↑  «Orthodoxengland.btinternet.co.uk». Consultado em 26 de maio de 2012. Arquivado do original em 26 de maio de 2012
11. ↑  Publishing, Catholic Way (30 de abril de 2015). The Saints Collection [2,428 Saints] (em inglês). [S.l.]: Catholic Way Publishing
12. ↑  Quintana, Pablo Ricardo (28 de junho de 2014). The Comprehensive Dictionary of Patron Saints (em inglês). [S.l.]: iUniverse
13. ↑  Holweck, F. G., A Biographical Dictionary of the Saints. St. Louis, MO: B. Herder Book Co. 1924.
14. ↑  «30 Απριλίου. ΜΕΓΑΣ ΣΥΝΑΞΑΡΙΣΤΗΣ» (em grego). Οἱ Ἅγιοι Ἰσίδωρος, Ἠλίας καὶ Παῦλος οἱ Μάρτυρες]. Consultado em 17 de junho de 2012
15. ↑  Baraz, Daniel (30 de junho de 2019). Medieval Cruelty: Changing Perceptions, Late Antiquity to the Early Modern Period (em inglês). [S.l.]: Cornell University Press